# Зграда Техничког факултета у Београду
Зграда Техничког факултета у Београду се налази у Булевару краља Александра 73 и представља непокретно културно добро као споменик културе.

## Историјат
Технички факултет је раније имао зграду у Васиној; пројекат за нову се 1923. налазио у Министарству грађевина на одобрењу. Зграда Техничког факултета је грађена у периоду од 1925. до 1931. године, према пројекту архитеката Николе Несторовића и Бранка Таназевића. После Другог светског рата, према пројекту архитекте Михаила Радовановића, дозидан је трећи спрат. Првобитна намена и данас је сачувана, у згради су смештена три факултета из области техничких наука и то је прва наменски зидана зграда за смештај техничких факултета.

## Архитектура зграде
Зграда је изведена као слободностојећа грађевина, монументалних је димензија, веома разуђене основе са четири унутрашња дворишта. Највећа пажња посвећена је главној фасади, где доминира централни ризалит са монументалним степеништем које води до троделног улаза. 
Скулптуре и рељефну пластику на прочељу фасаде радили су академски вајари Илија Коларевић и Иван Лучев, док је аутор орнаменталне пластике у вештачком камену Бедрих Зелени. Зграда Техничког факултета има значајне архитектонско-стилске и урбанистичке вредности као једно од најзначајнијих дела двојице познатих аутора, изразит пример академског метода у обликовању и један од најистакнутијих објеката универзитетског комплекса.
У овој згради сада су смештени:
- Електротехнички факултет Универзитета у Београду
- Грађевински факултет Универзитета у Београду
- Архитектонски факултет Универзитета у Београду